# Al-Àdil I
Al-Màlik al-Àdil Sayf-ad-Din Abu-Bakr Àhmad ibn Ayyub (àrab: الملك العادل سيف الدين أبو بكر أحمد بن أيوب, al-Malik al-ʿĀdil Sayf ad-Dīn Abū Bakr Aḥmad b. Ayyūb), més conegut simplement com al-Màlik al-Àdil I o al-Àdil I (juny/juliol de 1145- 31 d'agost de 1218) fou un soldà aiúbida de Damasc i d'Egipte, germà de Saladí. Els croats el van anomenar Safadí (Saphadin), pel seu làqab Sayf-ad-Din, que vol dir ‘Espasa de la Religió’.
Va néixer a Damasc o a Baalbek. Era entre 6 i 8 anys més jove que Saladí al que va acompanyar a la tercera i darrera expedició de Xirkuh a Egipte (gener de 1169). El seu germà va ser nomenar visir d'Egipte el març de 1169 i li va confiar el govern del país en les seves absències, especialment després de 1174.
Després de la conquesta d'Alep (1183), Saladí va donar la ciutat al seu fill adh-Dhàir Ghazi com a governador, però el desembre del mateix any la va confiar a al-Àdil amb plens poders. Adh-Dhàhir va acceptar la decisió però no li va agradar, i en endavant les relacions amb al-Àdil van ser tenses. El 1186 al-Àdil va demanar a Saladí de retornar el govern d'Alep a adh-Dhàhir i al-Àdil va retornar llavors a Egipte on era el virtual sobirà, com a regent en nom de Saladí, del fill d'aquest al-Aziz Uthman. El 1187/1188 va participar en la campanya militar i la croada que va seguir i va conquerir personalment el sud de Palestina amb Karak de les que fou nomenat governador. El 1189/1190 va enviar vaixells a Saladí per ajudar-lo en l'intent de desblocar la ciutat d'Akko (Acre).
Va participar tot seguit a les negociacions amb Ricard Cor de Lleó, del que es va fer molt amic. Fins i tot, com una de les propostes de negociació, va estar a punt de casar-se amb Juana, la germana de Ricard, per formar un regne a Palestina. El 1192 a causa dels desordres ocasionats per les campanyes d'iniciativa personal de Taqí-d-Din a la Jazira i el Diyar Bakr, fou nomenat governador d'aquests dues províncies sense perdre el govern de Karak i Balka.
Saladí va morir el 1193. al-Àdil va iniciar la lluita contra l'atabeg de Mossul, Izz-ad-Din Massud I, que volia recuperar la Jazira. Després va fer de mediador entre els fills de Saladí, al-Afdal de Damasc i al-Aziz d'Egipte; va donar suport inicialment a al-Àfdal però finalment es va decantar per al-Aziz. al-Àfdal va perdre el govern de Damasc (que tenia nominalment subordinat a al-Aziz) el 1196, i al-Àdil el va agafar personalment.
Al-Aziz va morir el 1198 i les seves forces a Egipte es van dividir entre les que afavorien com a cap de família a al-Àfdal i les que afavorien a al-Àdil. Aquest fou assetjat a Damasc però l'arribada de les seves forces des de Mesopotàmia dirigides pel seu fill al-Kàmil li va permetre fer aixecar el setge i llavors va empaitar a al-Àfdal que va fugir cap a Egipte, el va derrotar i es va apoderar del govern d'Egipte, on fou proclamat soldà el 1200. A la seva proclamació es va oposar adh-Dhàhir d'Alep, que va marxar contra Damasc que altre cop fou assetjada però fou derrotat i perseguit fins a Alep on finalment va haver de reconèixer al-Àdil (1202). El Terratrèmol de Síria de 1202 va causar 30.000 morts directes, nombrosos danys a Nablus, Damasc i Hama i fins a 1,1 milions incloent els morts per fam i les epidèmies per les riuades del Nil.
El 1207 el califa abbàssida el va reconèixer com a sultà. Llavors va distribuir les províncies entre els seus fills: al-Kàmil l'Egipte, al-Muàddham la província de Damasc, al-Àwhad la Jazira i al-Àixraf el Diyar Bakr. Van assolir els seus govern però el pare romania a Egipte i podia anar a la província que considerés necessari. A Alep va respectar a adh-Dhàhir i va assegurar la successió pel seu fill al-Aziz ibn adh-Dhàhir (nebot d'al-Àdil) i tanmateix a les branques col·laterals d'Homs i Hama.
Successives treves amb els croats es van trencar el 1217 quan va arribar la Cinquena Croada. Llavors va anar a Síria per ajudar a al-Muàddham a protegir Damasc i Jerusalem; gran part de l'exèrcit va restar a Egipte; quan organitzava reforços per protegir Damiata, es va posar malalt. Va morir el 31 d'agost de 1218.

## Nota
1. ↑  Fill de Shahanshah ibn Ayyub (germà de Saladí)
2. ↑  «The earthquake on May 20, 1202» (en anglès). Natural Hazards.   NCEI. [Consulta: 23 desembre 2024].